# Quark (Star Trek)
Quark es un personaje ficticio de la franquicia de ciencia ficción Star Trek, siendo además uno de los personajes regulares o protagónicos de Star Trek: Deep Space Nine. Quark es un cantinero ferengi propietario de un bar que lleva su nombre y que se encuentra localizado en la estación Deep Space Nine. Es interpretado por Armin Shimerman.

## Biografía
Hijo de Keldar e Ishka, Quark emigró de su planeta natal Ferenginar hasta la estación espacial cardasiana Terok Nor situada en el sistema bajorano donde abrió un bar. Cuando los cardasianos dejaron Bajor y la estación pasó a ser administrada conjuntamente por el gobierno bajoriano y la Federación Unida de Planetas, Quark pensó retirarse pero el entonces comandante Benjamin Sisko lo convenció para que se quedase como líder comunitario a cambio de dejar libre a su sobrino, que había sido arrestado por un crimen. Fue una decisión de la que no se arrepintió, cuando, poco más tarde, se encuentra el agujero de gusano hacia el Cuadrante Gamma, que le dio con ello una posibilidad tremenda de hacer buenos negocios.
Quark siempre sostuvo una tensa relación con el jefe de seguridad de la estación, el fundador Odo quien nunca aprobó sus frecuentes actividades ilegales -aunque inofensivas- por lucro pero con quien desarrolla una extraña amistad.
Muy a su pesar, mientras Quark es un ferengi conservador y tradicionalista, fiel a las tradiciones ferengi ultracapitalistas de los últimos diez mil años, su familia parece estar conformada por reformistas. Su madre Ishka se rebeló contra el rol sumiso de la mujer en la cultura ferengi que les prohíbe vestir ropa, hablar con desconocidos, salir de la casa y obtener ganancias, y comenzó a usar ropa, hablar con quien quería y lucrar. Su sobrino Nog se convirtió en el primer ferengi en convertirse en ciudadano de la Federación e ingresar a la Flota Estelar, un escándalo para Quark. Y su hermano Rom, de pensamiento izquierdista, se transformó en un dirigente sindical y luego en un ingeniero al servicio de las autoridades bajoranas (episodio "Bar Association").
Al final de la serie, Quark pensaba erróneamente que él iba a ser nombrado sucesor del Gran Nagus (el rey ferengi) especialmente porque Zek, el Nagus, estaba involucrado sentimentalmente con Ishka, la madre de Quark. Sin embargo, cuando Quark desaprueba las reformas sociales de Zek (darle derecho a las mujeres y a los trabajadores, prohibir el acoso sexual a las empleadas, crear la seguridad social, las vacaciones y otros derechos laborales elementales, etc.) aduce que no aceptaría el título de Nagus. Es entonces que se le aclara que quien iba a ser nombrado sucesor, desde el principio, había sido Rom quien compartía los ideales socialistas de Zek, muy para desgracia de Quark. Aun así le felicita por ello.
Ciertamente, Quark es un elemento cómico en la serie y la mayoría de episodios que protagonizó eran de comedia.
- Datos: Q2473641